# (39829) 1998 BS4
1998 بي أس 4 (ويعرف أيضًا باسم (39829) 1998 بي أس 4 وفق تسمية الكوكب الصغير) (بالإنجليزية: 1998 BS4)‏ هو كويكب ضمن حزام الكويكبات؛ وترتيبه 39829 من حيث الاكتشاف.
اكتُشف هذا الجُرم الفلكي بواسطة OCA–DLR Asteroid Survey ‏ في 17 يناير 1998.

## وصلات خارجية
- (39829) 1998 BS4 في قاعدة بيانات مختبر الدفع النفاث لأجرام النظام الشمسي الصغيرة

- الاكتشاف · مخطط المدار ·  العناصر المدارية · المعلمات المادية

- (39829) 1998 BS4 على موقع ويكي سكاي: DSS2, SDSS, GALEX, IRAS, Hydrogen α, X-Ray, Astrophoto, Sky Map, Articles and images